# The Point of View
The Point of View er en amerikansk stumfilm fra 1920 af Alan Crosland.

## Medvirkende
- Elaine Hammerstein som Marjory Thorncroft
- Rockliffe Fellowes som David Lawrence
- Arthur Housman som Dallas Henley
- Hugh Huntley som Lawrence Thorncroft
- Helen Lindroth som Caroline
- Cornish Beck som Maitland Thorncroft
- Warren Cook som Thorncroft, Sr.